# Hieracium caucasiense
Hieracium caucasiense es una especie de planta con flor del género Hieracium, de la familia Asteraceae, orden Asterales.

## Distribución
Hieracium caucasiense se distribuye por el Cáucaso Norte, Transcáucaso y Turquía.

## Taxonomía
Fue descrita científicamente por Arv.-Touv. ex Lipsky. Fue publicada en Trudy Tiflissk. Bot. Sada 4: 375 (1899).